# Ponti sul Mincio
Ponti sul Mincio (Pónti in dialetto alto mantovano e in veneto) è un comune italiano di 2 324 abitanti della provincia di Mantova in Lombardia. L'originaria denominazione di Ponti fu trasformata nell'attuale nel 1867.
È situato nell'Alto Mantovano, fa parte del Parco regionale del Mincio ed è il comune più settentrionale della provincia.
Nel 2016 è stata costituita l'unione dei comuni di Medole, Ponti sul Mincio e Solferino, denominata "Unione dei comuni Castelli Morenici".

## Geografia fisica

### Territorio
Ponti sul Mincio è adagiato ai piedi di un castello scaligero ed è circondato da una vasta campagna composta dalle colline moreniche del lago di Garda e disseminata di piste ciclabili che conducono lungo la riva del Mincio.

### Monte Casale
Meta di riferimento dei pontiroli e degli abitanti dei comuni vicini, per la bellezza del paesaggio, è il Monte Casale. Nella collina, teatro dell'omonima memorabile battaglia, è presente una lapide eretta in ricordo dei caduti nel sanguinoso combattimento, avvenuto il 30 aprile 1945. Il posto è ottimo per effettuare una sosta per rifocillarsi (per chi si è fornito di viveri al sacco) o semplicemente per riposarsi un po' e godersi l'ottima vista.

## Origini del nome
Il nome di Ponti sul Mincio deriva probabilmente dal fatto che il paese, prima del XII secolo, era situato vicino a un ponte sul Mincio.
Un'altra teoria si basa su alcune fonti artistiche e alcuni documenti fotografici, che testimoniano la presenza in passato di una serie di corsi d'acqua e zone paludose nello spazio attualmente occupato dalle abitazioni e dal centro urbano. Per questo motivo alcuni studiosi ipotizzano che la denominazione del Comune derivi dall'utilizzo di un sistema di ponti e passaggi proprio per attraversare queste zone acquitrinose di cui il territorio era costellato. Nonostante queste diverse ipotesi, l'origine del nome di Ponti sul Mincio rimane decisamente incerta.

## Storia
Ponti sul Mincio, anticamente indicato sempre e semplicemente come Ponte (Pons), compare per la prima volta sui documenti nel 1145 in un elenco delle chiese plebane della diocesi di Verona.
In realtà il territorio è abitato da popolazioni già in epoca romana, come testimoniato da alcuni rinvenimenti epigrafici nella zona del castello scaligero. Nel periodo compreso fra il 1195 e il 1275 viene costruito il castello sotto il dominio degli Scaligeri; il paese inizia la propria espansione dapprima attorno al nucleo del castello e in un secondo tempo nel territorio ai piedi della rocca, verso il fiume Mincio.
Dopo la caduta scaligera e un breve periodo sotto la dominazione dei Visconti, Ponti viene compreso nel territorio della Serenissima Repubblica di Venezia (a partire dal 1405 e definitivamente dal 1426, sotto il doge Francesco Foscari). Il dominio veneziano si protrae sino al 1797, quando, a seguito delle guerre napoleoniche d'Italia dell'anno prima (1796), viene costituita la Repubblica Cisalpina (comprendente i territori di Mantova, Brescia, Bergamo, Bologna, Ferrara, Massa, Carrara, Crema, la Romagna e la Valtellina); Ponti viene aggregato al distretto VII di Castiglione delle Stiviere, compreso nel Dipartimento del Mincio, sotto il dominio francese.
Nel 1815, dopo il Congresso di Vienna (e la Restaurazione), il territorio mantovano torna entro i confini dell'Impero austro-ungarico; Ponti è compreso nel distretto IV di Volta, entrando, nel contempo, dopo secoli, a far parte della provincia di Mantova. Dopo le guerre risorgimentali e la battaglia di Solferino e San Martino (24 giugno 1859), Ponti passa sotto la provincia di Verona e nel 1866 entra a far parte del Regno d'Italia, tornando in provincia di Mantova. Con l'inizio dello Stato italiano il paese assume l'attuale denominazione di Ponti sul Mincio.
L'ultimo passaggio a carattere strettamente amministrativo riguarda la diocesi, la quale, nel 1977, dopo secoli, passa da Verona a Mantova, per uniformare i territori comunali alle comunità parrocchiali.
Ponti è un caso atipico all'interno di una provincia come quella di Mantova, una fra le più delineate storicamente fra tutte quelle d'Italia. Il paese non condivide infatti la secolare esperienza gonzaghesca, essendo stato fin dal Medioevo un comune veneto della provincia veronese. L'attuale collocazione è dovuta a Napoleone il quale, liquidata la Repubblica di Venezia e cedutala all'Austria col trattato di Campoformio, trattenne Ponti in Lombardia per esigenze di strategia militare evidenti nel toponimo stesso del luogo. Dal punto di vista ecclesiastico rimase parte della diocesi di Verona fino al 1977.
Il 30 aprile del 1945 nelle vicinanze di Ponti, sul Monte Casale, venne combattuto uno degli ultimi combattimenti della seconda guerra mondiale in Italia. Fu lo scontro che due formazioni di partigiani, la Brigata Italia e la Brigata Avesani, affiancate dagli Arditi del IX reggimento, combatterono contro un reparto della FLAK tedesca. Nella battaglia morirono cinque Arditi, tre partigiani e un soldato statunitense, Richard Carlson.
Nel 2008, in occasione dell'anniversario della battaglia, il parco giochi comunale fu dedicato alla sua memoria.

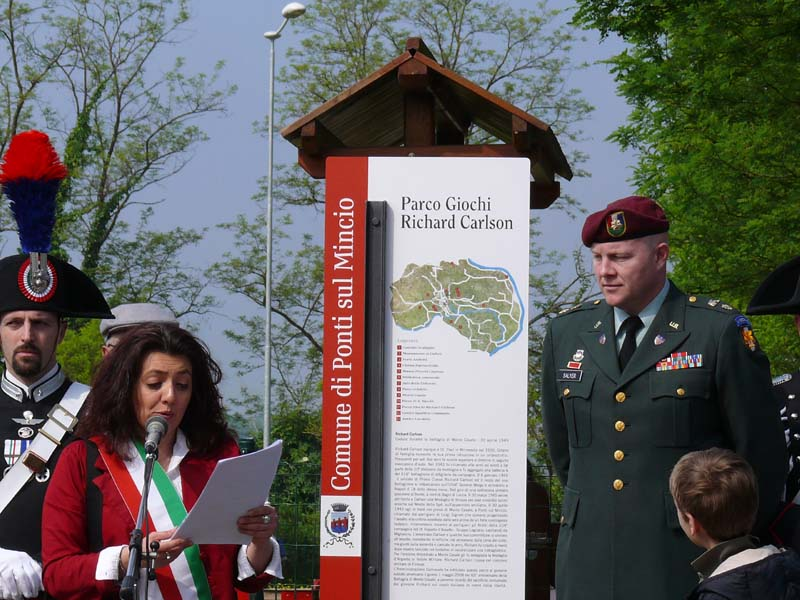
Inaugurazione del parco giochi dedicato a Richard Carlson, il soldato statunitense morto il 30 aprile 1945 nella battaglia di Monte Casale

### Simboli
Lo stemma è stato riconosciuto con DPCM del 10 dicembre 1955. Vi è raffigurato, su sfondo argento, un ponte rosso in prospettiva, composto di due arcate, con tre torri merlate alla guelfa, posto su uno specchio d'acqua fluttuoso azzurro.
Il gonfalone, concesso con DPR del 19 aprile 1956, è un drappo partito di rosso e di bianco.

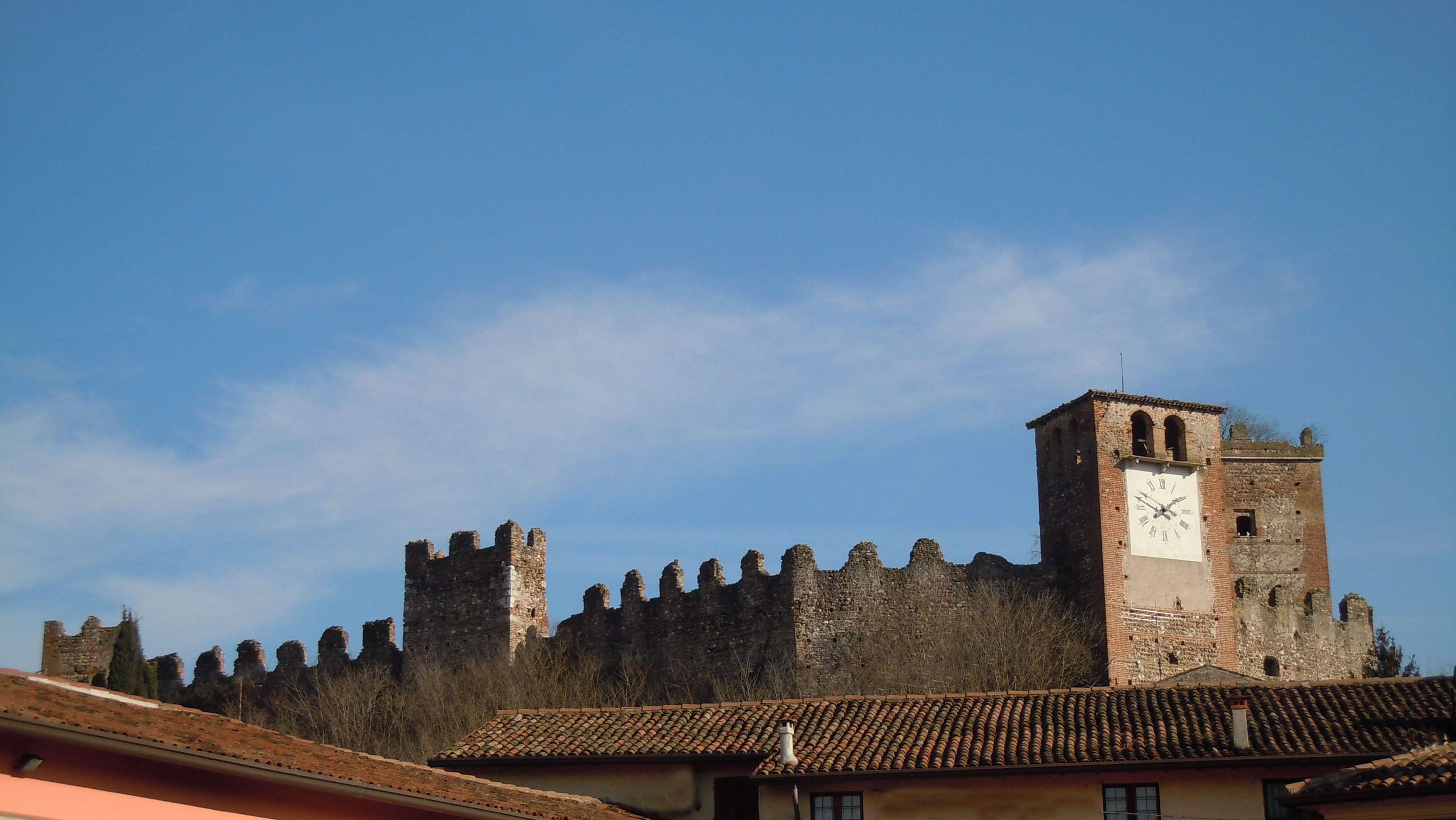
Castello di Ponti sul Mincio

## Società

### Evoluzione demografica
Abitanti censiti

## Monumenti e luoghi d'interesse

### Castello scaligero del XII secolo
Edificato nel periodo compreso fra il 1260 e il 1276, anno in cui è citato per la prima volta nei documenti. Il Castello Scaligero, edificato nel periodo compreso fra il 1260 e il 1276, anno in cui è citato per la prima volta nei documenti; viene compreso nelle costruzioni difensive della Signoria degli Scaligeri, a difesa del territorio e a osservazione della vasta valle precedente il lago di Garda. Il castrum di Ponti è definito come un “castello recinto”, a forma poligonale e allungata e racchiuso entro cinque torri, due delle quali vere e proprie costruzioni chiuse da mura, e le altre tre costituenti rientranze del camminamento di ronda.
Decaduta la sua funzione difensiva sin dal XVIII secolo, dapprima viene edificato il serbatoio dell'acquedotto (oggi demolito) e l'interno della cinta viene utilizzato come ortaglia e coltivato sino a tempi recenti.
Oggi, dopo accurati restauri, il complesso appare sgombro dalla vegetazione infestante e rappresenta il biglietto di ingresso a Ponti per chiunque giunga in paese. Oggi il Castello Scaligero rappresenta uno dei più apprezzati luoghi di interesse per i molti visitatori e turisti che passano da Ponti sul Mincio. È visitabile anche con l'accompagnamento di una guida.

### Chiesa parrocchiale di Sant'Antonio Abate
La chiesa parrocchiale di Ponti sul Mincio era inizialmente ubicata lungo il corso del fiume, dove era posto anche il centro urbano. A causa delle frequenti inondazioni e per chiari motivi difensivi, sia l'edificio religioso sia l'abitato furono spostati sulle vicine colline. Della precedente chiesa, probabilmente intitolata a San Leonzio, rimane solo un rudere.
La chiesa di Sant'Antonio Abate venne inaugurata nel 1600, modificata nell'abside nel 1800 e nella facciata nel 1920. La volta risale invece al 1965 e la sua decorazione (opera di F. Offoiach) è datata al 1970. Al suo interno, di particolare risalto è la settecentesca scultura lignea della Madonna con Bambino che indossa un abito elegantemente ricamato. Si segnala poi la tela dei fratelli fiamminghi Meves (molto produttivi in diocesi di Verona a cui appartiene anche Ponti sul Mincio fino al 1978) raffigurante San Sebastiano, San Francesco e le anime purganti. Nell'abside, a sottolineare la dedicazione della chiesa, è presente una pala che rappresenta le tentazioni di Sant'Antonio. Infine, menzioniamo un affresco del 1400 che probabilmente era stato realizzato per la struttura preesistente: Crocifissione con Maria e Giovanni.

### Sacrario Monumentale in Piazza Parolini
Dopo numerose discussioni sin dal 1923, in merito alla costruzione di un sacello o un parco delle rimembranze, nel 1932 si costituisce il Comitato “pro monumento”, il quale affida la progettazione di un monumento all'ingegnere Giancarlo Maroni, amico di Fulvio Balisti e famoso per la creazione del Vittoriale di Gardone Riviera, ultima dimora di Gabriele D'Annunzio.
Il monumento venne ufficialmente solennemente inaugurato il giorno 20 ottobre 1935, dopo due anni di lavoro, alla presenza delle autorità e della popolazione.
Il progetto del monumento fu pensato da Maroni come un Sacrario da ascendere, attraverso una scenografica gradinata che ha origine al centro di quattro poderosi portali ad arco a tutto sesto in pietra, alti oltre 6 metri rispetto alla quota della piazza, posti su uno stilobate rialzato da alcuni gradini.
La scalinata in pietra rossa di Verona, nella sua parte più alta, dinanzi al “Terrazzo della Gloria” di forma circolare, si divide in due rampe simmetriche e avvolgenti con ampi gradoni in acciottolato, che conducono a via Castello.
Sul primo ampio pianerottolo, al centro della scala, è stato realizzato il “Pilo degli Eroi”, un blocco di pietra monolitico su cui sono riportati i nomi dei Caduti e da cui svetta un pennone porta bandiera oggi in ferro, ma che in origine era caratterizzato da un elemento in travertino scanalato che includeva un fascio littorio.
Ai lati dell'edificio si trovano due aiuole perfettamente uguali, contornate da muro perimetrale in pietra, basso e curvo e ringhiera in protezione un ferro, al centro delle quali è stato messo a dimora un piccolo cedro del Libano, oggi di altezza di quasi 15 metri.
Ai lati del secondo tratto di scalinata, si trova un gradino degradante caratterizzato da due grandi cespugli di alloro, mentre sulla sommità del “Terrazzo della Gloria” e nelle aree verdi, sono stati messi a dimora cipressi che, insieme alle altre essenze arboree, costituiscono il parco della Rimembranza. Il complesso viene completamente restaurato nel 2009.

### Antico Lavatoio
È un luogo pubblico, destinato alla lavatura a mano degli indumenti. Il lavatoio è reso possibile dal fatto che Ponti sul Mincio è un territorio particolarmente ricco di risorgive. Aprile 1926: alcune donne di Ponti denunciano al podestà Garofalo che l'acqua della fontana pubblica dove viene attinta l'acqua potabile è torbida e sporca di terriccio. Il problema risiedeva nel fatto che la pompa dell'acqua potabile della fontana pescava acqua sporca dal vicino lavatoio. Si è pertanto deciso di spostare il lavatoio più a est sul terreno adiacente.
Il terreno fu donato dalla contessa Matilde D'Emilei Viganò e il progetto del nuovo lavatoio viene approvato dal tecnico ing. Silvio Brugnoli. Il progetto prevede un lavatoio diviso in tre vasche: due piccole per il lavaggio dei panni e una grande per il risciacquo. La costruzione è in calcestruzzo eccetto i profili delle vasche che sono in pietra viva di Sant'Ambrogio. L'acqua fuoriesce da uno scarico e termina nel fosso Dugale che poi si getta nel fiume Mincio. I lavori vengono realizzati dalla ditta “Roberto Medaina” di Ponti sul Mincio nel 1930. Nel gennaio 1932 il lavatoio pubblico viene inaugurato.
Il lavatoio è reso possibile dal fatto che Ponti sul Mincio è un territorio particolarmente ricco di risorgive: il terreno a sud infatti è occupato, in profondità, da una massa di argilla impermeabile che obbliga le acque sotterranee a riemergere in superficie. La risorgiva che alimenta il lavatoio è talmente abbondante che oltre all'acqua che finisce nel lavatoio c'è un tubo laterale che scarica l'acqua in eccesso. L'acqua di risorgiva che rifornisce il lavatoio ha una temperatura costante, sia d'inverno sia d'estate, compresa tra i 13 e i 14 °C.
Nel corso del 2016 il lavatoio è stato oggetto di ristrutturazione. Sono state sistemate le griglie superiori del lavatoio, risanato il muro sottostante ora ripristinato con l'uso di malta osmotica, che impermeabilizza le pareti evitando che si bagnino e soprattutto rimangano bagnate. Sono stati poi restaurati tutti i pilastri e anche le vasche interne che presentavano dei buchi sul fondo, rifatti lo sfioro e lo scarico secondario. È stato sistemato anche il fronte esterno del lavatoio ed è stata posta una saracinesca meccanica, oltre ad alcuni fari che la sera illuminano l'area.
Il lavatoio è oggi ancora spesso utilizzato e le donne del paese continuano a lavare i loro panni e tappeti in questo angolo di storia locale. Per visitare l'antico lavatoio l'accesso è sempre libero.

### Oratorio di San Nicolò
Il piccolo Oratorio di San Nicolò è una perla di rara bellezza, immersa nelle campagne tra Ponti sul Mincio e il lago di Garda. Le notizie sull'oratorio sono scarse e confuse, la struttura risale al 1100 d.C. circa ed è visitabile solo in occasioni speciali: durante il mese di maggio per il rosario oppure in occasione dell'Antica Sagra di San Nicolò.

### Forte Ardietti
Costruito tra il 1853 e il 1861 come parte del rafforzamento del campo trincerato di Peschiera effettuato per ordine del maresciallo Radetzky all'epoca comandante delle forze austriache in Italia. Il Forte Ardietti (o Forte n° VI) venne costruito in seguito agli eventi della prima guerra d'indipendenza italiana (1848-1849) che videro la città cadere nelle mani delle forze sardo-piemontesi (30 maggio).
Peschiera del Garda, e con essa il forte appartiene al cosiddetto Quadrilatero, un insieme di quattro città fortificate appoggiate sulla linea dei fiumi Mincio (Peschiera e Mantova) e Adige (Verona e Legnago) che sono il centro del controllo militare austriaco in Italia.
Il Forte venne costruito in due fasi, in una prima fase dal 1853 al 1859, scavando il fossato ed edificando le opere in terra, il muro alla Carnot e le Caponiere. Nella seconda fase, dal 1859 al 1861 fu edificato il ridotto centrale, il Forte si mostrava quindi come il cardine del campo trincerato e uno dei forti meglio muniti del quadrilatero, con una guarnigione di 612 uomini e 25 cannoni di vari calibri, tra cui quattro modernissimi pezzi a canna rigata e retrocarica.
Il Forte rimane austriaco fino al 1866 quando a seguito della terza guerra d'indipendenza passò di proprietà al Regno d'Italia. Questo rimase vera e propria fortezza fino al 1918, dopodiché venne utilizzato come deposito munizioni e tale rimase fino al 1998, quando passò al Demanio civile. All'interno sono conservati alcuni pezzi di artiglieria a partire dal 1500 fino alla guerra di Corea (1948-1953).
Oggi Forte Ardietti rappresenta uno dei più apprezzati luoghi di interesse per i molti visitatori e turisti che passano da Ponti sul Mincio. Infatti, il Forte è visitabile nei suoi interni, anche con l'accompagnamento di una guida.

## Cultura

### Museo Reggimentale "La Piccola Caprera"
A Ponti sul Mincio si trova anche la "Piccola Caprera", dal 1999 riconosciuto come museo storico italiano. Il museo raccoglie e conserva i cimeli del Reggimento Giovani Fascisti e della campagna dell'Africa Settentrionale 1940-1943. Prima Sala: i caduti del Reggimento e studio del maggiore Fulvio Balisti. Seconda sala: cimeli dei GG.FF. e della Campagna in A.S. Terza sala: Afrika Korps e truppe Alleate.

### Cucina
La cucina di Ponti, pur ispirandosi alla ricca tradizione mantovana, si è impreziosita con piatti tipicamente locali. Come ad esempio gli strangolini (un prodotto gastronomico creato con l'utilizzo del pane raffermo grattugiato), il salame locale (che per impasto e concia si differenzia da quello mantovano e veronese) o lasagne fatte in casa con la selvaggina. Da non dimenticare è anche il tradizionale fogasin, tipico dolce fatto con lo strutto del maiale. Gli strangolini e il fogasin di Ponti sul Mincio hanno assunto la Denominazione comunale d'origine, il De.C.O.
Altro elemento importante della cucina pontirola è il vino. La cantina sociale di Ponti sul Mincio è l'unica struttura sociale del lato mantovano e vinifica circa il 50 per cento della produzione della zona.

## Parco del Mincio
Area protetta istituita dalla Regione Lombardia nel 1984, il Parco del Mincio si estende nel territorio di tredici comuni nella provincia di Mantova lungo il Mincio, fiume emissario che, dal basso Garda al Po, percorre 73 chilometri  attraversando a nord le colline moreniche del Garda e la pianura padana fino allo sfocio nel Po. È uno dei primi parchi creati in Lombardia nel 1984 e la gestione dell'area è affidata a un Ente formato dai comuni rivieraschi e dalla Provincia di Mantova.  
Il Parco del Mincio svolge la propria attività di salvaguardia e di valorizzazione in un territorio che comprende tre Riserve Naturali e quattro Siti della Rete europea Natura 2000. Si tratta di veri e propri scrigni di biodiversità che racchiudono habitat ed ecosistemi unici: tra questi, le zone umide delle Valli del Mincio, della Vallazza e di Chiavica del Moro sono l'habitat perfetto per aironi, garzette, nitticore, falchi di palude e numerose altre specie protette; la riserva naturale di Castellaro Lagusello sorge intorno a un piccolo lago a forma di cuore sul quale si affaccia il borgo medioevale, nell'abbraccio delle colline moreniche.
Nel parco sono operativi due centri visita: a Rivalta, dove un antico edificio rurale affacciato su un'ansa del fiume ospita il Museo etnografico dei mestieri del fiume, e al Parco Bertone, un bosco-giardino formato da alberi secolari provenienti da tutto il mondo, nel quale è presente un centro di reintroduzione della cicogna bianca.
L'ente svolge un'intensa attività di educazione ambientale per le scuole e di promozione dell'ecoturismo:  in  collaborazione con numerose associazioni e operatori del territorio, organizza escursioni guidate a piedi, in canoa, in bicicletta, in barca lungo itinerari che consentono la scoperta di bellezze monumentali, di opere frutto dell'ingegno umano, di paesaggi unicamente forgiati dalla natura e di presidi della gastronomia tipica dei territori del Mincio.
Importante e strategica l'attività del Parco sul fronte delle opere finalizzate a valorizzare il territorio, i rimboschimenti per implementare la rete ecologica regionale lombarda, e la realizzazione di piste ciclopedonali, aree di sosta, pontili, punti di osservazione, sentieri e percorsi di collegamento tra i centri abitati e il fiume. Consistente inoltre l'impegno per preservare l'ecosistema delle Valli del Mincio e la qualità delle acque del fiume, attraverso le complesse progettazioni accorpate nel Contratto di Fiume Mincio, che coinvolge oltre 60 soggetti pubblici e privati nella riqualificazione del bacino fluviale.
Un grande rilievo riveste l'attività di vigilanza del territorio: le Guardie Ecologiche Volontarie del Parco assicurano infatti un continuo controllo dell'area protetta e il loro servizio permette di contrastare scempi e di rilevare infrazioni commesse ai danni dell'ambiente.
Non ci sono orari o cancelli d'ingresso per visitare il Parco del Mincio. L'area protetta ha una  estensione territoriale molto ampia, 16.000 ettari tra Garda e Po, lungo i 73 chilometri di fiume che attraversa tredici comuni tra i quali Ponti sul Mincio.
Nel territorio di Ponti sul Mincio l'area protetta è dai confini del paese e fino al fiume. È di recente realizzazione da parte dell'ente Parco con il progetto “Tessere per la natura” la riqualificazione ambientale dell'area in località La Palude con piantumazione di filari e di specie arbustive a frutto, contenimento delle specie infestanti e alloctone, creazione di una passerella. Considerato il pregio naturalistico dell'area, allo scopo di favorirne la fruizione, è stata messa in sicurezza la paratoia di attraversamento ed è stato riaperto il collegamento con il percorso della ciclovia Mantova-Peschiera.

## Economia
L'economia è in parte agricola, con coltivazione di pregiati vigneti (rosso dei Colli Morenici DOC), cereali e foraggi per l'allevamento bovino, e in parte basata sull'industria, che opera nei settori enologico e della lavorazione dell'acciaio. Compreso nel Parco del Mincio, è meta di turismo escursionistico.

## Infrastrutture e trasporti

### Piste ciclabili
- Pista ciclabile Corridoio Morenico alto
- Pista ciclabile del Mincio